# Cymatura mechowi
Cymatura mechowi är en skalbaggsart som beskrevs av Max Quedenfeldt 1881. Cymatura mechowi ingår i släktet Cymatura och familjen långhorningar.
Artens utbredningsområde är:
- Angola.
- Malawi.
- Moçambique.

Inga underarter finns listade i Catalogue of Life.